# 베르너 오버란트

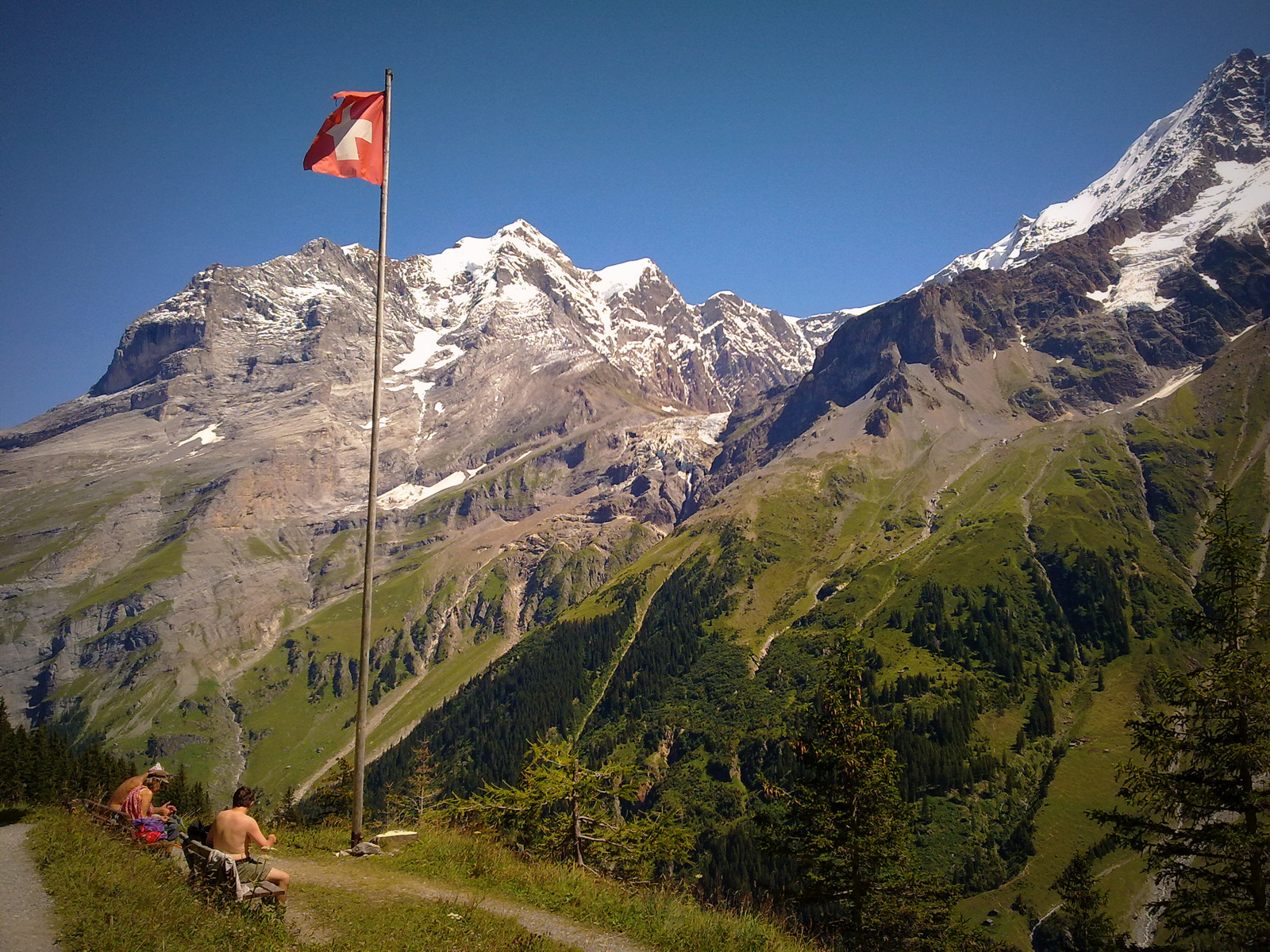
베르너 오버란트의 오버스타인베르크

베르너 오버란트(독일어: Berner Oberland, 베른 고원이라는 뜻)는 스위스 베른주에 있는 고원으로 베른주 남단에 위치한다. 이 지역은 툰 호수, 브리엔츠 호수 주변, 베른 알프스 골짜기(대략 툰 호수와 같은 해발 558m의 거주 지역) 주변에 있다.
베르너 오버란트의 국기는 황금(이 지역의 라이슈프라이(reichsfrei)의 오래된 위치를 나타낸다)과 두 주 색상(빨강과 검은색)의 배경에 검은 독수리로 구성된다.
베르너 오버란트에서 구사되는 스위스 독일어는 베른과 주 북부에서 말하는 하이 알레만 베른 독일어와 대조되는 가장 오래된 알레만 독일어이다.
이 고원은 베른주 내에 있는 5개 지역 또는 행정관구 중 하나이다.
헬베티아 공화국(1798-1803)은 베르너 오버란트를 일시적으로 독자적인 오버란트주로 삼기도 했다.

## 역사

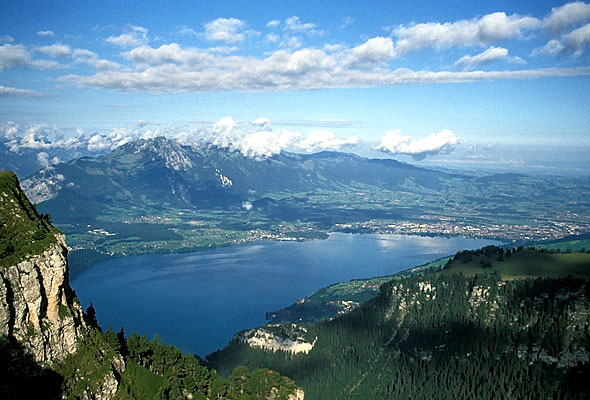
나이더호른에서 본 툰과 툰호

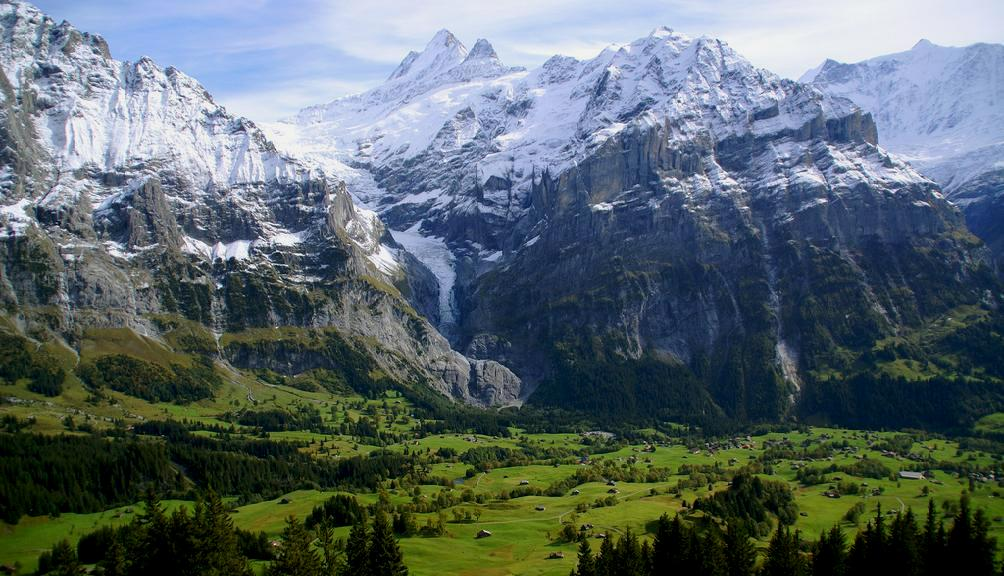
그린델발트에서 본 베른 알프스

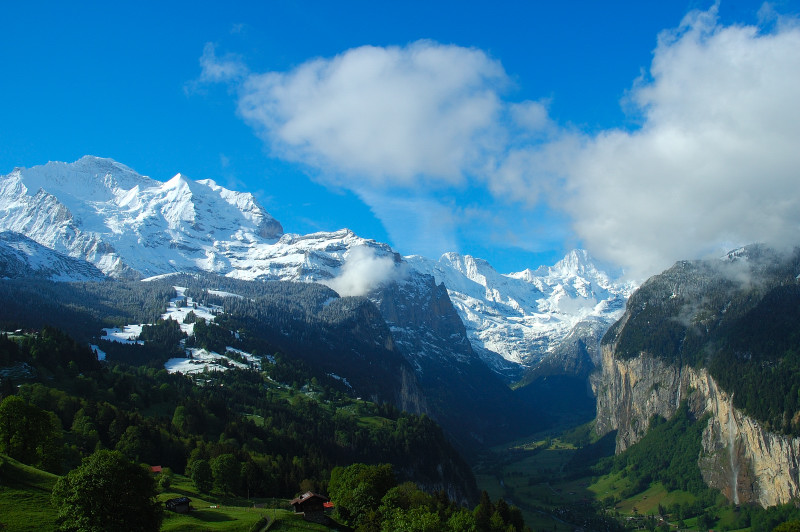
라우터브루넨 계곡의 풍경

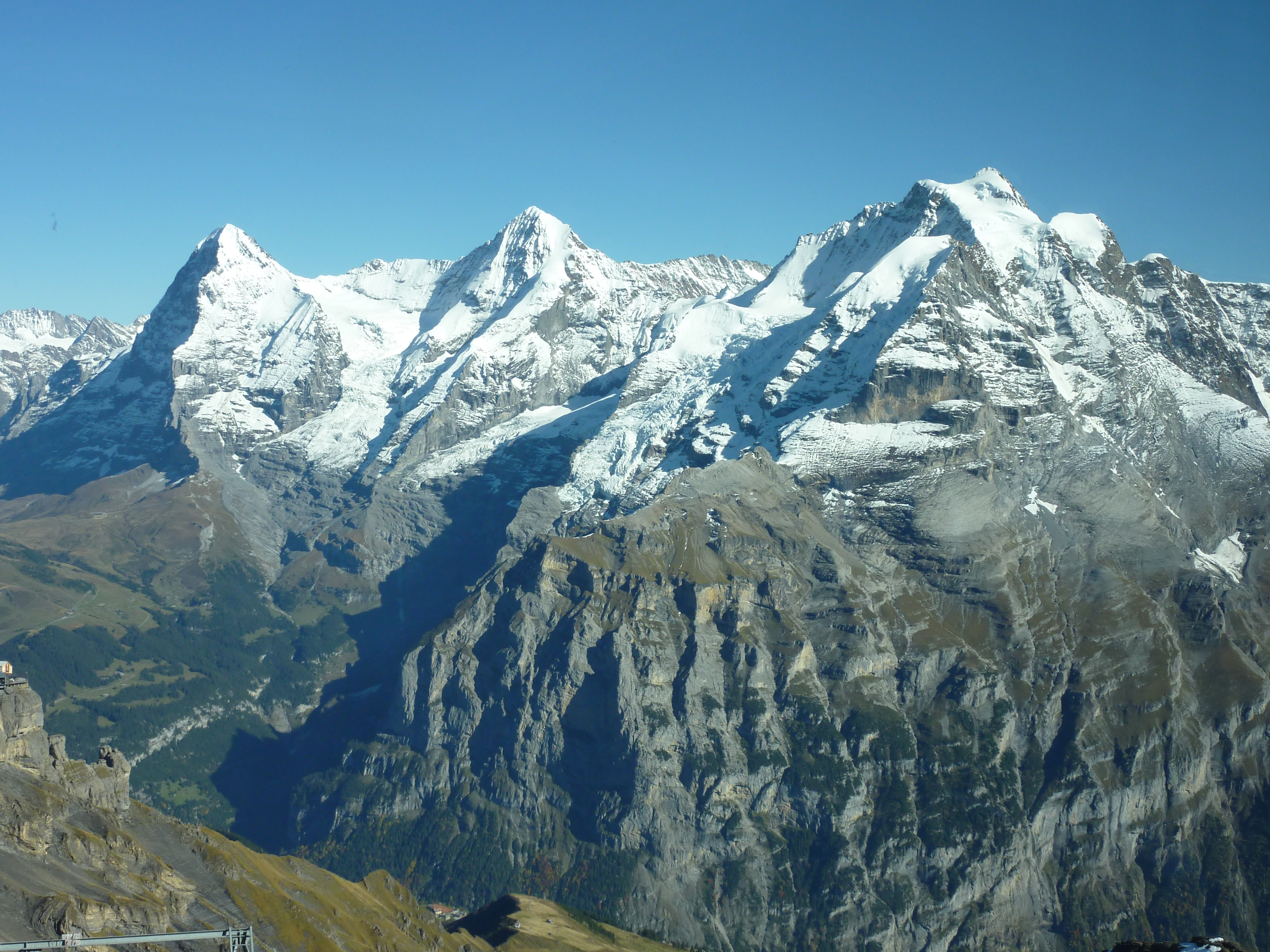
아이거, 묀히, 융프라우

선사시대에 오버란트는 사냥꾼이나 상인에 의해 횡단되고 있었지만, 최초로 거주지로 알려진 것은 로마 시대에 이르러서였다. 로마인들은 강과 호수를 따라 정착했다. 그들은 알프스산맥의 많은 고개 (브뤼닉 고개, 수스트 고개, 그림젤 고개, 레체 고개, 겐미 고개, 라필 고개, 사네추 고개, 골뒤피용)를 이용했다.
중세 성세기에 많은 오버란트의 마을들은 주변 계곡의 문화나 종교의 중심이었던 교구 교회 근처에서 발전을 도모했다. 중세 동안, 오버란트는 체링겐 공작에 이어 부르군트 왕국이 지배하고 있었다. 체링겐 집의 단절 후, 오버란트는 많은 현지 남작(오버호펜, Strättligen, 브리엔츠-링겐베르크, 베덴스빌, 바이센부르크)로 통치되었다. 발저 남작 등 몇 명이 일시적으로 오버란트의 일부를 통치했다. 자넨 계곡은 그뤼에르에 의해 통치되었다. 알프스산맥의 고개의 일부는 19세기까지 시온 주교의 영지가 되기도 하였다.
베른시의 확장 계획은 오버란트에도 영향을 미쳤다. 정복과 매입, 저당 또는 결혼을 통해, 베른은 1323년에서 1400년 사이에 현지 남작으로부터 오버란트의 대다수를 얻을 수 있었다. 베른의 관할하에 5개의 계곡은 Bäuerten(농업 협력 자치체)과 Talverbänden(알프스의 자치체)의 광범위한 권리와 자치권을 가졌다. 중세 후기 전반에 걸쳐, 오버란트는 베른의 권한 행사에 대해 전체 또는 일부로 여러 번 반발했다. 그리고 옛 취리히 전쟁 이후, 1445년에 베른에 의한 징병과 징세에 반대해 「Böser Bund」가 일어났다. 종교 개혁기에는 베르너 오버란트가 1528년에 개신교파에 저항했고, 1641년에는 툰에서 반란을 일으켰다.
중세 동안, 오버란트 마을의 동향은 다소 일치했다. 주요 마을은 해발 1,100 m 부근의 고대 아래 골짜기 바닥에서 발전했다. 이 주요 마을에는 시장과 성 또는 다른 요새가 잘 존재했다. 이 시장 마을은 해발 1,600m에 흩어져 있는 마을과 햄릿, 개별 농가에 둘러싸여 있었다. 14세기에서 16세기에 걸쳐, 오버란트의 마을은 저지대에 있는 베른의 곡물을 생산하는 마을과 광범위한 교역을 시작했다. 이것은 알프스의 마을들이 곡물의 자급자족을 그만두고 높은 알프스의 목초지로 소를 데리고 가서 겨울에 계곡으로 내려가는(가축의 계절 이동)을 가능하게 했다. 그 후, 사람들은 이탈리아와 베르너 로런트에 고개를 넘어 소를 수출하게 되었다. 1500년경, 7개의 중세 시장에 더해, 오버란트의 촌민이 소를 팔 수 있게 하는 새로운 11개의 작은 시장이 열렸다.
1798년 나폴레옹의 스위스 침략 이후, 오래된 베른의 명령은 풀리고 오버란트는 베른주에서 분리되어 오버란트주를 형성했다. 이 새로운 주에서는 역사적인 경계와 전통적인 권리는 고려되지 않았다. 보수적인 인구 가운데 이전 분리주의자는 없었고 신체제에 대한 관심은 거의 없었다.
1801년 말메종 헌법으로 베른과 오버란트를 재통합하는 것이 제안되었지만, 헬베티아 공화국의 폐지와 앙시앵 레짐의 부분적인 회복과 함께, 2년 후 중재법 없이 두 주가 재통합되었다.
1729년 알브레히트 폰 할러가 알프스 지역을 경유한 여행을 담은 시집 《알프스산맥》(Die Alpen)을 출판했다. 이것은 다른 보고서와 함께 알프스 회화가 오버란트 관광 산업을 시작했다. 1800년경 툰 호수와 브리엔츠 호수(특히 이 두 호수에 있는 인터라켄)에는 리조트가 존재했다. 직후 리조트는 알프스 계곡(라우터브루넨, 그린델발트)으로 확장되어 영국 관광객을 끌어들이기 시작했다. 그러나 19세기의 광범위한 불모 때문에 시멘 골짜기와 인터라켄 지구의 많은 주민들은 북미, 독일 또는 러시아로 이주해 갔다.
19세기 후반, 새로운 교통망이 완성되어 계곡으로 여행하는 사람이 간단하게 접근할 수 있게 되었다. 베른-레취베르크-심플론 철도(Bern-Lötschberg–Simplon Bahn, 약칭, BLS AG)는 1913년에 개통해 스위스 최대의 철도 회사(BLS AG)가 되었다. 두 번의 세계 대전 동안 호텔 산업의 붕괴는 산업의 다각화를 강요했다. 1950년부터 호텔이나 별장, 아파트 건설이 새롭게 붐을 일으켜 큰 인구 증가로 연결되었다. 1930년대에 시작되어, 1950년부터는 점점 더 많은 케이블카, 로프웨이, 좌석 리프트가 개업해서 많은 높은 알프스의 마을이 겨울 스포츠나 관광을 위해서 정비되었다.

## 지리

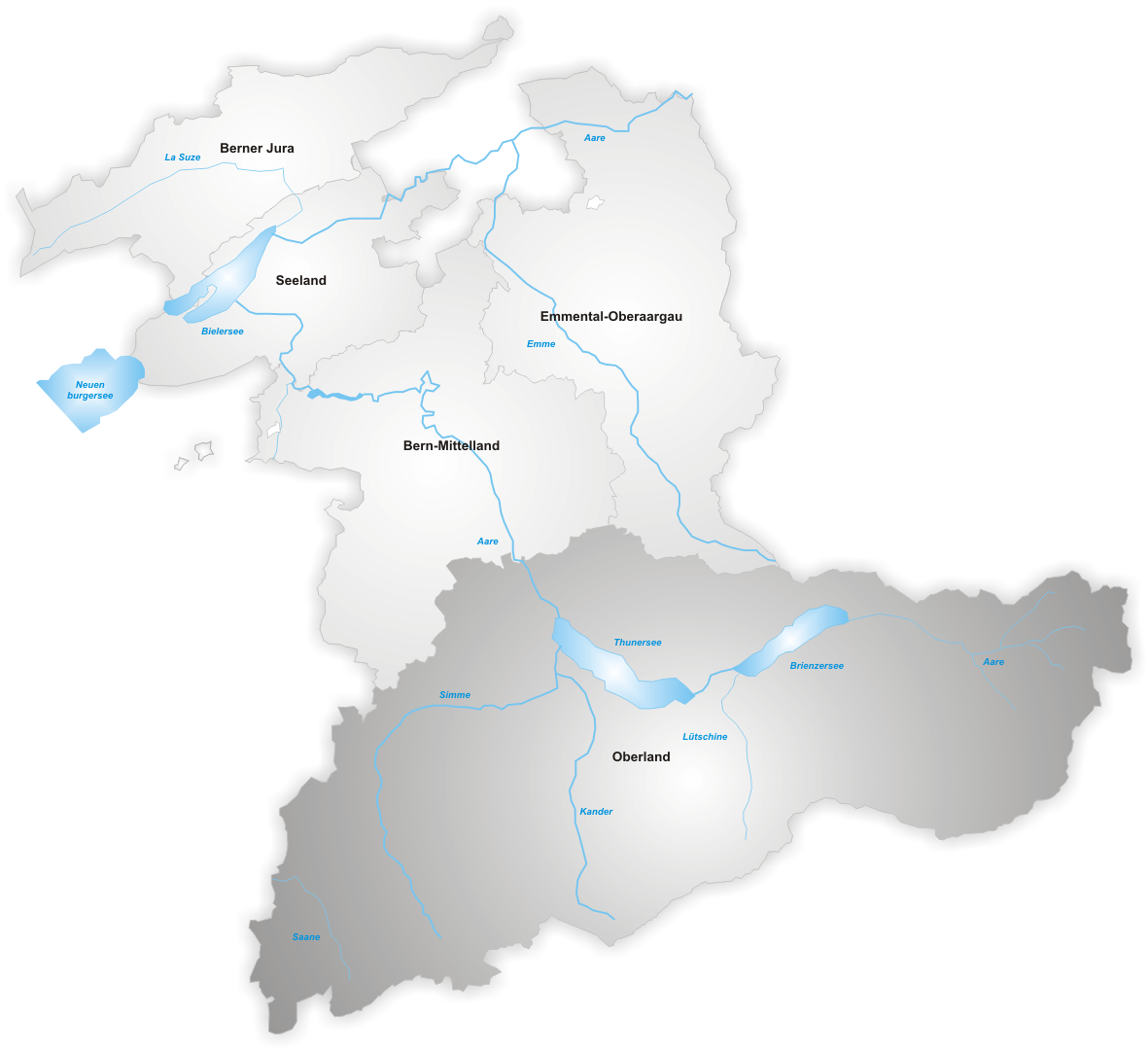
베른주 내 오버란트의 행정적 위치

베르너 오버란트는 주로 아레강 상류 계곡 주변 지역을 말하며, 크고 작은 많은 측면 계곡이 있다.
아레강에서 브리엔츠호로 들어가기 전 알프스산맥의 가장 큰 부분을 하슬리탈이라고 하며, 그림젤 고개의 남동쪽 모퉁이에서 푸르카 고개를 통해 우리주(UR)의 안데르마트와 연결된다. 그리고 그것의 가장 동쪽 지점에 있는 가드메르탈이라고 불리는 주요 측면 계곡은 고타르 고개의 북쪽 부분인 알파인 라우스 계곡과 연결되는 티틀리스 바로 남쪽의 수스탄 고개에서 절정에 이른다. 티틀리스 서쪽의 능선으로 연결되는 겐탈 초입부에서 북동쪽으로 이어지는 요흐 고개는 니트발덴주(NW)와 옵발덴주(OW)의 휴양지 엥겔베르크까지 이어진다. 마이링엔 북쪽과 위쪽에는 스키 리조트 멜히제-프루트(Melchsee-Frutt, OW)의 바로 반대편에 스키 및 하이킹 리조트 하슬리베르크가 있다. 브뤼닉 고개(Brünig Pass)는 북쪽으로 마이링엔과 하슬리탈을 옵발덴주 상부와 연결하며, 더 아래로 내려가면 스위스 중부와 루체른으로 이어진다.

## 행정구역
2010년부터 오버란트는 베른주의 5개 지역 중 하나가 되었으며 4개의 소지역으로 나뉘어 있다.
- 툰구
- 오버신멘탈=자넨구
- 풀티겐=니더 신멘탈구
- 인터라켄-오버하스리구

2010년 이전에 오버란트는 다음 구역으로 구성되었다.
- 툰구
- 인터라켄 구
- 오버하스리구
- 풀티겐구
- 오버신멘탈구
- 니더 신 멘탈 구
- 자넨구

## 관광
베르너 오버란트는 다음과 같은 관광지로 잘 알려져 있다.
- 구슈타드-자넨랜드
- 렌크 / 진멘탈
- 아델보덴 - 풀 티겐
- 툰 호수
- 레추베르크 지역
- 인터라켄
- 벵엔 / 뮈렌 / 라우터브루넨
- 그린델발트
- 오버하슬리
- 피르스트

## 같이 보기
- 스위스 알프스
- 베른 알프스